# كاترين شاندلير
كاترين شاندلير (بالإنجليزية: Catherine Chandler)‏ هي مترجمة أمريكية، ولدت في 26 نوفمبر 1950.